# Vroclav
Vroclav (šlezijsko in poljsko Wrocław, nemško Breslau, češko Vratislav, latinsko Wratislavia) je največje mesto in zgodovinska prestolnica Šlezije na Poljskem (do 1945 v Nemčiji) in rečno pristanišče na reki Odri. Je prestolnica Spodnješlezijskega vojvodstva in pomembno izobraževalno, prometno ter industrijsko središče ter sedež rimskokatoliške nadškofije. Mesto je leta 2022 imelo 674.312 prebivalcev v ožjem mestnem in okrog milijon v metropolitanskem območju. Mestna površina obsega 292,90 km². Leta 2016 je imelo mesto naziv Evropske prestolnice kulture.

## Zgodovina
Najstarejši zapis o mestu izhaja iz 10. stoletja, omenjen pa je kot Vratislavia, kakor trdijo Čehi, po vladarju Vratislavu I., za kar sicer ni dokazov. Poljska različica tega imena je Wrocisław, iz tega pa Wrocsław ter končno Wrocław (Vroclav). Podobno sta nastali tudi imeni mest Inowrocław (na Kujavskem - od »Juny Wrocław« - 'mladi Wroclaw') in Włocławek (prvotno »Wrocławek« 'mali Wrocław'). Iz tega pa izhaja tudi množica pisnih variant njegovega imena. Prva ilustracija podobe mesta je bila objavljena v Schedelsche Weltchronik leta 1493. V pionirskih časih je bil Vroclav trgovska naselbina. Integralni del Poljske je mesto vkup s celotno Šlezijo postalo okoli leta 990. Pokrajino je osvojil vojvoda Mieszko I. Leta 1000 so štiri poljska mesta postala sedeži škofij: Poznanj za Velikopoljsko, Kołobrzeg za Pomorjansko, Krakov za Malopoljsko in Vroclav za Šlezijo, kar je okrepilo pomen mesta. Kasneje so Šlezijci mesto razširili na južni breg Odre in ga razglasili za metropolo Šlezije leta 1138. Vroclav je postal drugo najpomembnejše mesto piastovske Poljske, in sicer takoj za Krakovom. Dokumenti tistega časa omenjajo mesto z mnogimi različicami imena, med drugim: Bresslau, Presslau, Breslau in Latinska Wratislava. Velik udarec za mesto je pomenil vpad Mongolov leta 1241, saj je bilo prebivalstvo evakuirano, mesto pa z izjemo gradu izplenjeno in požgano. Zatem je bilo obnovljeno ter znova razvito.
Vroclav je v 14. stoletju, skupaj z večino Šlezije prešel pod Sveti rimski imperij. Leta 1262 je, kakor tudi vsa večja mesta Poljske, dobil Magdeburške pravice, bil pa je tudi vključen v Hanzeatsko ligo severnoevropskih trgovskih mest. Skozi večino srednjega veka je bilo mesto pod vladavino poljske dinastije Piastov. Zaradi konfliktov v jedru dinastije so se različne kneževine pričele ločevati od kraljestva. Mesto je bilo leta 1335 vkup s pretežnim delom Šlezije integrirano v del Nemškega Rajha - kraljestvo Bohemije, kamor je spadalo do štiridesetih let 18. stoletja. Dinastija Habsburžanov je kraju vladala od leta 1526 dalje.
Luteranski val protestantizma je močno zajel tudi Vroclav, a je obstanek protestantov onemogočila represija protireformacije na čelu z jezuiti ob pomoči habsburških vladarjev. Ti so leta 1675 po izumrtju Piastov nasledili mesto in se zatekli k nasilnemu izkoreninjanju protestantizma. Med vojno za avstrijsko nasledstvo v prvi polovici 18. stoletja je bila Šlezija priključena Prusiji. Slednja si je deželo lastila zaradi sporazuma med piastskimi vladarji vojvodine ter dinastijo Hohenzollernov, ki so zagotovili prusko nasledstvo. S to pogodbo se Habsburžani niso strinjali.
Zaton Svetega rimskega imperija 1806 ni prinesel sprememb oblasti v mestu, saj so ga še naprej nadzorovali Prusi. Leta 1871 je sledila priključitev novorojenemu Nemškemu imperiju, mesto pa se je razvilo v pomemben industrijski center s produkcijo lanenega platna in bombaža. Iz tega razloga se je drastično povečala populacija med letoma 1860 in 1910 – prebivalstvo se je potrojilo, njegovo število pa je preseglo pol milijona. Okoli leta 1850 je dokončno Prav tako so bile raztegnjene občinske meje, in sicer v letu 1928.
Druga svetovna vojna je prinesla pomor več kot 10 tisoč Judov, mesto pa je v tej dobi predstavljalo pomembno nemško oporišče. Ko se mu je februarja 1945 približala Rdeča armada, so Nemci Vroclav razglasili za utrdbo (Festung Breslau). Ob tem so evakuirali večino prebivalstva, v času odločilnih bojev pa je v kraju še vedno vztrajalo približno 200.000 ljudi. Za utrjevanje mesta so bili vpoklicani interniranci iz koncentracijskih taborišč.
Mesto je vztrajalo pod pritiskom sovjetske vojske skoraj 3 mesece in se predalo 7. maja 1945 kot zadnja pomembnejša nemška postojanka pred Berlinom. V ruševinah je ležalo okoli 40.000 trupel, mesto pa je bilo uničeno 70-odstotno. Med obleganjem je bilo zgrajeno moderno stanovanjsko naselje, zraven katerega naj bi nastalo oskrbovalno letališče. Med gradnjo letališča je umrlo neznano število delavcev iz kraja in koncentracijskih taborišč.
Rdeča armada je ob osvojitvi mesta prinesla novo uničenje, ko se je znašala nad preostalim nemškim prebivalstvom v zameno za milijone padlih sovjetskih državljanov v nemških rokah od leta 1941 dalje. Potsdamska konferenca je prinesla Vroclav skupaj z večino preostale Šlezije v poljske roke, pretežen del nemške populacije pa je bil med letoma 1945 in 1949 izgnan v Nemčijo. Kljub temu se je ohranila manjšina, zadnja nemška šola v mestu je bila zaprta leta 1963. Razmeroma prazno mesto so poselili prebivalci manjših mest in vasi notranje Poljske, pa tudi priseljenci iz poljskih dežel, ki so prišle pod oblast Sovjetske zveze. Takšno je zlasti danes ukrajinsko mesto Lvov.
S časom je bil Vroclav obnovljen do svojega predvojnega blišča, večina spomeniških objektov pa je bila ohranjena. Danes je priznano kot edinstveno evropsko mesto s pisano arhitekturo, ki odseva nekdanje kulture in oblasti, od Avstrije in Bohemije do Prusije. Arhitektura gotskega stila je šlezijskega izvora, baročni objekti pa so plod habsburške Avstrije (Fischer von Erlach). Zraven tega imajo spomeniško vrednost nekatere moderne stavbe, izmed katerih izstopa Ljudska dvorana (Hala Ludowa, 1911-1913) arhitekta Maxa Berga.
Julija 1997 je mesto utrpelo večjo škodo zaradi poplav reke Odre.

## Gospodarstvo
Mesto leži v zgodovinsko pomembni Šleziji, ki ima veliko rudno bogastvo v obliki črnega premoga. Najpomembnejše je tako izkoriščanje te rudnine, prav tako pa ekonomsko bazo sestavlja trgovanje z železom in drugimi kovinami. Pomembno je tudi trgovanje z volno in kmetijstvo, zlasti pridelava žita.
Industrijska infrastruktura je sestavljena iz železovih livarn, tekstilnih obratov, predelovalnic žita, obratov pohištva, nakita, glasbenih instrumentov, žganih pijač in cigar. V mestu je najti tudi težko industrijo, ki proizvaja stroje, zlasti železniške vagone in lokomotive.

## Prebivalstvo
Mesto ima po oceni iz leta 2004 633.700 prebivalcev, od tega približno 336.600 (53 %) žensk ter 297.400 (47 %) moških; gostota je 2181/km². 65 % prebivalstva je delovno aktivnega, naravni prirastek pa je negativen. V današnjem času je velika večina prebivalstva poljske narodnosti, znotraj njega pa živi nemška manjšina, ki je preostanek mnogoštevilčnega nemškega prebivalstva pred drugo svetovno vojno.

## Uprava
Vroclav je prestolnica Spodnješlezijskega vojvodstva. Mesto upravlja mestni svet, ki ima danes mnogo večjo avtonomijo kot v komunističnem sistemu.
Vroclav je razdeljen na četrtne skupnosti:
- Stare Miasto
- Śródmieście
- Psie Pole
- Krzyki
- Fabryczna

Vroclav je pobraten z mesti Breda (Nizozemska), Charlotte (ZDA), Dresden (Nemčija), Grodno (Belorusija), Guadalajara (Mehika), Hradec Králové (Češka), Kaunas (Litva), Lvov (Ukrajina), Ramat Gan (Izrael), Wiesbaden (Nemčija).

## Geografija
Občina Vroclav zavzema 292,8 km², od tega 12,31 km² vodnih površin. Značilen je velik pomen Odre, na katere otokih leži velik del mesta, zaradi česar je slednje poznano po svojih stoterih mostovih. Center leži na zemljepisnih koordinatah 51°07' s.z.š. in 17°02' v.z.d. Srednja višina je 111 metrov nadmorske višine. Najvišja točka mesta leži na 143 metrih, najnižja pa na 107,2 metra nadmorske višine.
Povprečna temperatura je 9,1 °C, povprečna količina padavin pa 620 mm na leto.

## Znamenitosti in kultura
Mesto je razporejeno na obeh bregovih Odre in na množici otokov, povezanih z mostovi. Osrednje mesto leži na zahodnem bregu reke, izhaja pa večinoma iz srednjega veka. Vzhodni Vroclav je moderni del mesta na vzhodnem bregu reke, sestavljajo pa ga zlasti stanovanjska naselja. V jedru mesta so znamenite sakralne zgradbe, izmed katerih izstopajo katoliška cerkev svetega Janeza Krstnika (začetek gradnje 1158, najstarejša cerkev kraja), cerkev svete Elizabete (13. stoletje) in cerkev svetega Križa (13. – 14. stoletje). Najbolj znamenita posvetna arhitektura krasi mestno hišo (ratusz; 13. stoletje, prenova v 15. stoletju v gotskem stilu). Med druge znamenitosti sodijo nekdanja kraljeva palača, nekatera upravna poslopja, muzej upodabljajoče umetnosti ter poslopje vroclavske univerze (1702). Slednja je bila sprva jezuitska šola, danes pa je univerza s pomembno knjižnico, galerijo umetnosti in astronomskim observatorijem. V mestu je prav tako najti tehnično in druge univerze.

## Šport
Najbolj znani športni klub je Śląsk Wrocław.

## Promet in zveze
Vroclav je pomembno prometno vozlišče, ki ga s tega vidika zaznamuje priključek na edini avtocestni krak v državi, pa tudi bližnje mednarodno letališče Vroclav in mestno rečno pristanišče na reki Odri. Javni mestni promet obsega tramvaj in avtobusni prevoz.